# Loḯzos Loḯzou
 (mai 2021).
Loḯzos Loḯzou (grec moderne : Λοΐζος Λοΐζου), né le 18 juillet 2003 à Nicosie, est un footballeur international chypriote. Il évolue au poste d'ailier droit à l'Omónia.

## Biographie

### En équipe nationale
Avec les moins de 17 ans, il inscrit un but contre Gibraltar en octobre 2019. Ce match gagné 0-3 rentre dans le cadre des éliminatoires du championnat d'Europe 2018.
Le 5 septembre 2020, il reçoit sa première sélection en équipe de Chypre, lors d'un match contre le Monténégro au stade GSP à Nicosie. Ce match perdu 0-2 rentre dans le cadre de la Ligue des nations. Le 7 octobre 2020, il inscrit son premier but en équipe nationale, en amical contre la Tchéquie (défaite 1-2).